# 飯島藤十郎
飯島 藤十郎（いいじま とうじゅうろう、1910年11月7日 - 1989年12月4日）は、日本の実業家。山崎製パンの創業者である。

## 来歴・人物
東京府北多摩郡三鷹村に生まれる。16歳で父親を亡くし、旧制中学を中退して新宿中村屋へ勤める。1931年に中村屋を辞して、現在の東京学芸大学にあたる東京府豊島師範学校二部に入学する。後に、中村屋の店主相馬愛蔵の影響でクリスチャンになり、2人の弟とともにキリスト教の洗礼を受ける。
豊島師範学校卒業後、東京市内の小学校教員を経て、中等教員検定試験に合格し、東京府立航空工業学校体操教師になる。1941年に陸軍から召集されて高射砲兵になる。陸軍少尉に任官。国府台の陸軍部隊に所属した。
復員後、陸軍時代に過ごした千葉県市川市中国分の練兵場跡へ入植し「東台農事実行組合」を設立する。1947年のキティ台風時に、被災製紙工場の濡れ藁と小麦30俵以上を交換入手し、製パン業を興すきっかけとする。
1948年、市川市京成国府台駅前に山崎製パン所を開業した。飯島は東台農事実行組合でもパン製造を営んでいたため、食糧管理制度下で製パン業が厳しく統制される中で「飯島」の名前では認可が下りなかったことから、未亡人となっていた妹の嫁ぎ先の姓である「山崎」で認可を得て商号を山崎とした。
当時パンを入手するには、地方食糧営団指定の配給パン工場へ行き配給切符で購入するか、家庭に配給された小麦粉を委託加工所へ持参して加工賃を払い、数日後にパンを受け取る方法があり、飯島は後者の事業から身を興している。まずはコッペパンの製造を手掛け、次いでロシアパンや菓子パン（ジャム・あん・クリームパンなど）に進出している。1949年に和菓子、1950年に洋菓子の製造を開始した。
1952年に市川駅前に市川売店を開設、両国や杉並に工場を設け、1960年に首都圏へ本格進出し、1966年に関西、1967年に東海地方、1968年に東北と九州に相次いで進出し、全国展開を行った。たびたび海外視察を行い、日本の製パン業界が遅れていることを実感して業界の近代化に努めた。
軍人上がりのワンマン経営者で、社内の反対にもかかわらず千葉市の川口パンを個人で買収して取締役を兼任、前述の関西進出の際にも、関西地方の製造販売を担当する企業を、山崎製パンとの資本関係はほとんどない別会社（競合会社）として設立するなどし、山崎製パンに損害を与えたとして、社長職から退任した後に監査役から商法の競業避止義務違反で訴えられ敗訴している。

また1977年には、当時専務を担当していた弟の一郎が、山崎製パンの大株主である日清製粉（現・日清製粉グループ本社）のバックアップを得て、藤十郎を社長職から追放した上で社長に就任したため、藤十郎は日本船舶振興会（現・日本財団）会長の笹川良一による支援で日清製粉の株式を買い占めるなど、お家騒動に発展したが、日清製粉のオーナーで皇太子妃（現・上皇后）美智子の実家である正田家への飛び火を恐れた財界が事態の収拾に動き、富士銀行（現・みずほフィナンシャルグループ）相談役の岩佐凱実が仲裁する形で藤十郎は山崎製パンの社主となり、藤十郎の長男である延浩が社長に就任。一郎はいったん代表権のない会長に就いた後、直ちに子会社のヤマザキナビスコ（現・ヤマザキビスケット）の社長に追放することで決着した。
出身校の後身である東京学芸大学の創立20周年に会館建設費を寄付し、同学に「20周年記念飯島同窓会館」がある。
1989年12月4日死去、享年79歳。

## 親族
- 妻：飯島和（山崎製パン名誉顧問、1915 - 2017)
- 弟
  - 飯島正男（元山崎製パン取締役）
  - 飯島一郎（山崎製パン2代目社長→ヤマザキナビスコ社長→ヤマザキナビスコ相談役）
  - 飯島良男（元ヤマザキナビスコ社長）
- 妹：山崎裕代（元山崎製パン取締役）
- 長男：飯島延浩（山崎製パン現社長）[9]
- 次男：飯島茂彰（ヤマザキナビスコ社長）
- 三女：吉田輝久（山崎製パン専務取締役）の妻
- 孫
  - 飯島幹雄（山崎製パン常務、東ハト元社長）
  - 飯島佐知彦（元スーパーヤマザキ社長）